# Múm
Islandske múm er en eksperimentel musikgruppe, hvis musik er kendetegnet ved brug af glitchrytmer og -effekter samt en række forskellige traditionelle instrumenter. De er ligeledes kendt for deres koncise, kortfattede remix af sange.
Gruppen blev dannet i 1997. De oprindelige medlemmer var Gunnar Örn Tynes, Örvar Þóreyjarson Smárason og tvillingesøstrene Gyða og Kristín Anna Valtýsdóttir. I 2002 forlod Gyða gruppen for at vende tilbage til sine studier i Reykjavik. I begyndelsen af 2006 forlod også Kristín gruppen, om end dette først blev offentliggjort d. 23. november.
Ifølge det grundlæggende medlem Kristín Valtýsdóttir betyder gruppens navn intet konkret. I et interview i det nu hedengangne islandske Fókus, blev navnet forklaret som et billede: De skrevne bogstaver "múm" forestiller to elefanter, der nikker med snablerne.

## Diskografi

### Album
- Yesterday Was Dramatic – Today Is OK (TMT, 2000; genudgivet på Morr Music, 2005)
- Finally We Are No One (Fat Cat Records, 2002)
- Summer Make Good (Fat Cat Records, 2004)
- Go Go Smear the Poison Ivy (Fat Cat Records, 2007)
- Sing Along to Songs You Don't Know (Morr Music, 2009)

### Samlinger
- Blái Hnötturinn (2001) (Soundtrack)
- Please Smile My Noise Bleed (Morr Music, 2001) (3 nye numre + remix)
- Remixed (TMT, 2002) (Nye versioner af sange fra Yesterday Was Dramatic – Today Is OK)
- Fálkar (Smekkleysa Records, 2002)
- Wicker Park (soundtrack) (Lakeshore Records, 2004)
- Screaming Masterpiece (2005)
- Kitchen Motors Family Album/Fjölskyldualbúm Tilraunaeldhússins (2006)

### Singler og ep'er
- The Ballad of the Broken Birdie Records (TMT, 2000)
- Green Grass of Tunnel (Fat Cat Records, 2002)
- Nightly Cares (Fat Cat Records, 2004)
- Dusk Log (Fat Cat Records, 2004)
- The Peel Session (Fat Cat Records, 2006) (Maida Vale 4 Studio 2002)
- They Made Frogs Smoke 'Til They Exploded (Fat Cat Records, 2007)
- Marmalade Fires (Fat Cat Records, 2007)